# لیندا ادیسون
لیندا ادیسون (انگلیسی: Linda Addison) نویسنده و شاعر ادبیات وحشت و خیال پردازی اهل ایالات متحده است. وی نخستین آمریکایی آفریقایی‌تباری بود که توانست جایزه ادبی برم استوکر را تصاحب کند. او در نگاشتن داستان‌های خود از نویسندگانی همانند ادگار آلن پو، تونی موریسون، جیمز بالدوین و آلیس واکر تأثیر پذیرفته است.